# Хелзинкска катедрала
Хелзинкската катедрала (на фински: Helsingin tuomiokirkko) е църква в град Хелзинки, Финландия, катедрала на Хелзинкския диоцез на Евангелическо-лутеранската църква на Финландия.
Разположена е в северния край на Сенатския площад в централния квартал Круунунхака. Построена е през 1830-1852 година в неокласически стил по проект на Карл Лудвиг Енгел, преработен от Ернст Лорман. Преди това на същото място има по-малка лутеранска църква, посветена на шведската кралица Улрика Елеонора.